# Hundsboden (Egloffstein)
Hundsboden ist ein Gemeindeteil des Marktes Egloffstein im Landkreis Forchheim (Oberfranken, Bayern).

## Geografie
Das im Südwesten der Wiesentalb gelegene Dorf ist ein Gemeindeteil des in Oberfranken gelegenen Marktes Egloffstein. Es befindet sich etwa dreieinhalb Kilometer nordwestlich von Egloffstein und liegt auf einer Höhe von 493 m ü. NHN. Hundsboden liegt auf einem zur Nördlichen Frankenalb gehörenden Hochplateau, das im Nordosten von der Trubach und im Südwesten vom Oberlauf der Schwabach begrenzt wird.

## Geschichte
Bis zum Beginn des 19. Jahrhunderts hatte Hundsboden der Herrschaft reichsunmittelbarer Adeliger unterstanden, die sich in dem zum Fränkischen Ritterkreis gehörenden Ritterkanton Gebürg organisiert hatten. Als die reichsritterschaftlichen Territorien im Bereich der Fränkischen Schweiz 1805 mediatisiert wurden, wurde das Dorf unter Bruch der Reichsverfassung vom Kurfürstentum Pfalz-Baiern annektiert. Mit dieser gewaltsamen Übernahme wurde schließlich auch Hundsboden zum Bestandteil der während der Napoleonischen Flurbereinigung in Besitz genommenen neubayerischen Gebiete, was erst im Juli 1806 mit der Rheinischen Bundesakte nachträglich legalisiert wurde.
Durch die zu Beginn des 19. Jahrhunderts im Königreich Bayern durchgeführten Verwaltungsreformen wurde Hundsboden mit dem zweiten Gemeindeedikt 1818 zum Bestandteil der Ruralgemeinde Hundshaupten. Im Zuge der Gebietsreform in Bayern wurde Hundsboden zusammen mit Hundshaupten am 1. Mai 1978 in den Markt Egloffstein eingegliedert.

## Verkehr
Die Anbindung an das öffentliche Straßennetz wird hauptsächlich durch die direkt durch den Ort hindurchführende Staatsstraße St 2242 hergestellt, die aus dem Südosten von Egloffsteinerhüll her kommend in westsüdwestlicher Richtung nach Leutenbach weiterverläuft. Von dieser zweigt in der Ortsmitte von Hundsboden die Kreisstraße FO 16 ab, die nordostnordwärts nach Hundshaupten führt.

## Baudenkmäler

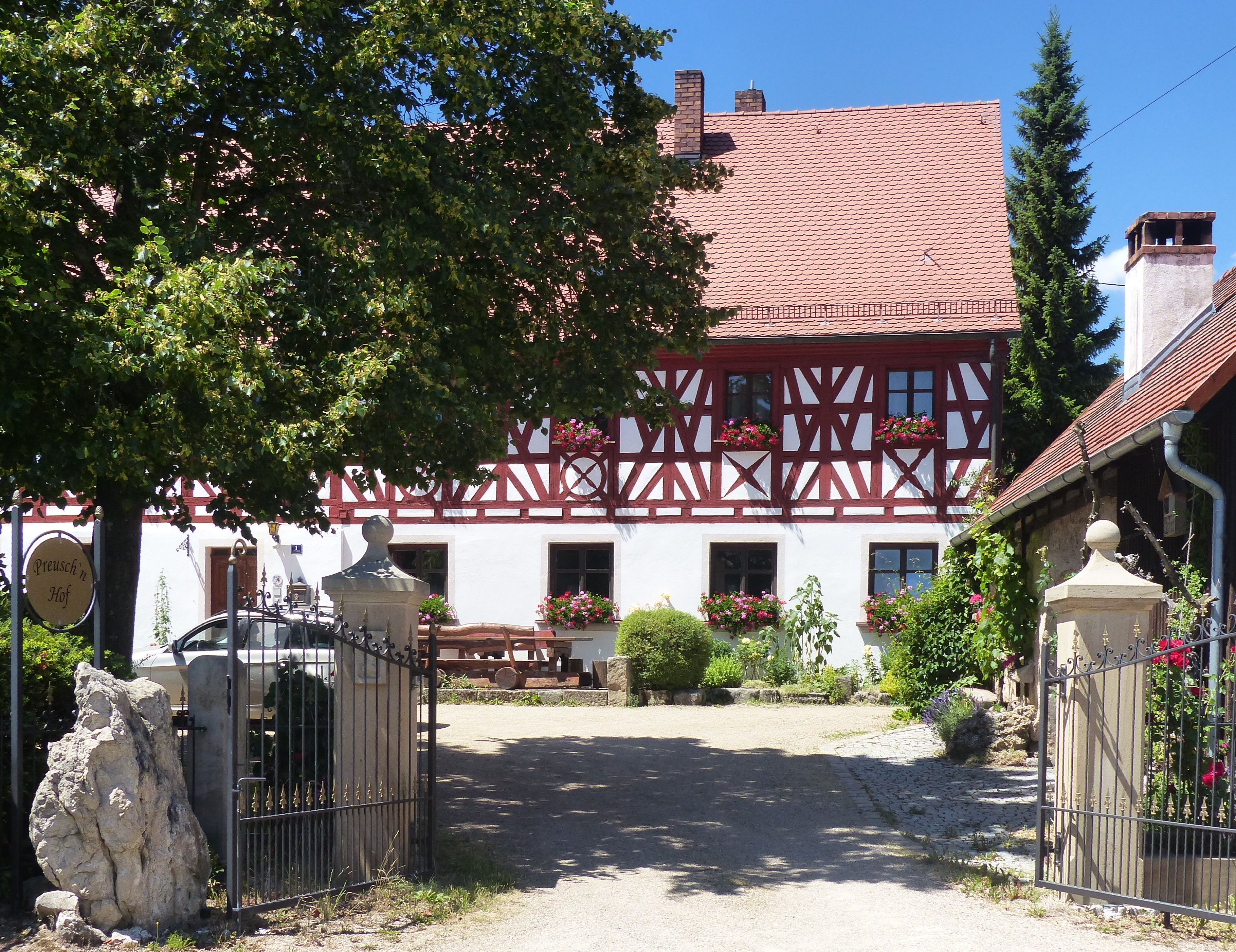
Als Wohnstallhaus konzipiertes Bauernhaus aus dem 18. Jh.

Im Hundsboden gibt es drei denkmalgeschützte Bauwerke, nämlich die Kapelle des Ortes, ein aus dem 18. Jahrhundert stammendes Bauernhaus und eine Marter, die etwa einen halben Kilometer außerhalb des Dorfes steht.